# Orimarga farriana
Orimarga farriana är en tvåvingeart som beskrevs av Alexander 1964. Orimarga farriana ingår i släktet Orimarga och familjen småharkrankar.
Artens utbredningsområde är Jamaica. Inga underarter finns listade i Catalogue of Life.